# Dr.-Theobald-Simon-Preis
Der Dr.-Theobald-Simon-Preis wurde von 1988 bis 2019 von der Bonner Kunstfreundin und Mäzenin Gabriele Vossebein (1935–2019) als GEDOK-Kunstpreis zum Andenken an ihren Vater Theobald Simon (Brauer, 1906–1978) gestiftet. Dieser hatte nach einer  Ausbildung zum Brauer und Kaufmann die alleinige Führung der Bitburger Brauerei übernommen und engagierte sich über seine geschäftliche Tätigkeit hinaus unter anderem als Kreistagsabgeordneter und Stadtverordneter auf kommunalpolitischer und sozialer Ebene.
Mit diesem bundesweit ausgeschriebenen Preis der Bildenden Kunst wurden nach Eigenaussage hoch qualifizierte GEDOK-Künstlerinnen ausgezeichnet. Er wurde jährlich im Wechsel mit der BundesGEDOK und der GEDOK Bonn vergeben. Der Preis war mit 5.000 € dotiert und mit einer Schenkung im Wert von 500 € an das Kunstmuseum Bonn sowie einer Dokumentation verbunden.
Preisträgerinnen:
- 1988 Ruth Schirmer-Imhoff
- 1989 Hilla Jablonsky
- 1989 Edith Oellers-Teuber
- 1990 Ula Wienke
- 1991 Margaret Klare
- 1992 Valentina Pavlova
- 1993 Ute Jansen
- 1994 Irene Kulnig
- 1996 Borghild Eckermann
- 1998 Godela Habel
- 2001 Elsbeth Tatarczyk-Welte
- 2003 Victoria Westmacott-Wrede
- 2004 Sandra Eades
- 2005 Susanne Krell
- 2006 Angela Fensch
- 2007 Annette Sauermann
- 2008 Almut Glinin
- 2009 Tina Wedel
- 2010 Birthe Blauth[6]
- 2011 Ute Krautkremer
- 2012 Elianna Renner[7]
- 2014 Rose Stach
- 2015 Alexandra Kürtz[8]
- 2016 Susan Donath[9]
- 2017 Cesa Wendt[10][11]
- 2018 Dorothea Frigo[12]
- 2019 Ruth Tauchert[13]